# La Victoria (El Oro)
La Victoria ist eine Ortschaft und ein Municipio (Ciudad) in der Provinz El Oro in Südwest-Ecuador sowie Verwaltungssitz des Kantons Las Lajas. Ferner bildet einen Teil des Municipios die Parroquia urbana La Victoria. Die Einwohnerzahl des Municipios betrug im Jahr 2010 2632. Für den urbanen Bereich des Municipios wurde eine Einwohnerzahl von 1176 ermittelt. Das urbane Gebiet erstreckt sich über eine Fläche von etwa 1,93 km².

## Lage
La Victoria liegt auf einer Höhe von 390 m am Oberlauf des Río Zarumilla (auch La Moquillada) in der Hügellandschaft im äußersten Südwesten von Ecuador 11 km von der peruanischen Grenze entfernt. Die Fernstraße E25 (Arenillas–Pindal) führt östlich an La Victoria vorbei. Der Ort befindet sich knapp 60 km südsüdwestlich der Provinzhauptstadt Machala.
Das Municipio La Victoria grenzt im Westen an Peru, im Norden an Palmales (Kanton Arenillas), im Osten und im Südosten an die Parroquia El Paraíso sowie im Süden und im Südwesten an die Parroquia La Libertad.

## Municipio
Das 100,6 km² große Municipio La Victoria wird aus drei Parroquias urbanas gebildet: La Victoria, Platanillos (⊙) und Valle Hermoso (⊙). La Victoria liegt beiderseits des Río Zarumilla. Valle Hermoso und Platanillos befinden sich 2 km südsüdwestlich von La Victoria, Valle Hermoso am rechten Flussufer, Platanillos am linken Flussufer.

## Geschichte
Die Parroquia Las Lajas wurde am 4. Oktober 1956 im Kanton Arenillas gegründet. Verwaltungssitz war La Victoria. Mit der Gründung des Kantons Las Lajas am 9. Mai 1990 wurde La Victoria zu einer Parroquia urbana und Sitz der Kantonsverwaltung.